# La Frédière
La Frédière là một xã trong tỉnh Charente-Maritime trong vùng Nouvelle-Aquitaine, tây nam nước Pháp. Xã La Frédière nằm ở khu vực có độ cao trung bình mét trên mực nước biển.